# 78 a. C.
El año 78 a. C. fue un año del calendario romano prejuliano. En el Imperio romano, fue conocido como el año 676 Ab Urbe condita.

## Acontecimientos
- En Roma, M. Emilio Lépido es cónsul. Introduce una serie de reformas y restaura a los ciudadanos exiliados, intentando recuperar el gobierno democrático.
- Publio Servilio Vatia Isáurico es enviado como procónsul a Cilicia, y lanza una campaña contra los piratas.
- Se construye el Tabulario en el foro.
- Comienza la Tercera Guerra Dalmática (78 - 76 a. C.)

## Nacimientos
- Jing Fang (m. 37 a. C.), matemático y teórico musical chino.

## Fallecimientos
- Muere Lucio Cornelio Sila, penúltimo dictador de Roma.